# Ko
|  | Per a altres significats, vegeu «Ko (kana)». |

La regla del ko (en japonès, 劫, tot i que s'acostuma a escriure en katakana, コウ, significa eternitat) és una regla especial del joc del go que prohibeix als jugadors repetir una posició prèvia del tauler. Això es tradueix en el fet que si un jugador captura una pedra en situació de ko, l'altre jugador no pot recapturar immediatament: ha de fer una altra jugada abans de recapturar.

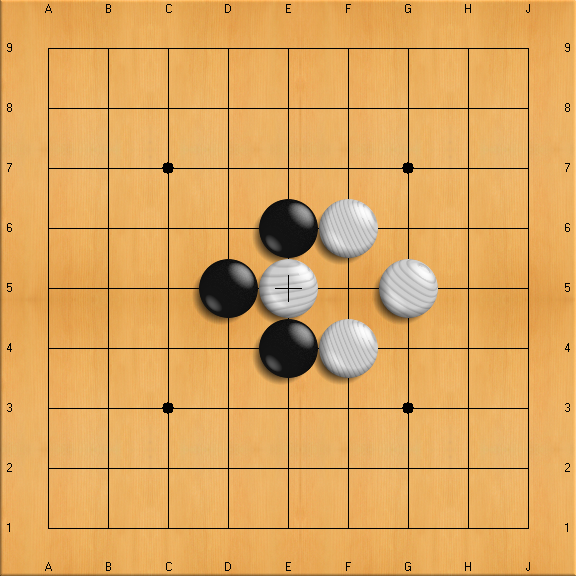
Situació de ko.
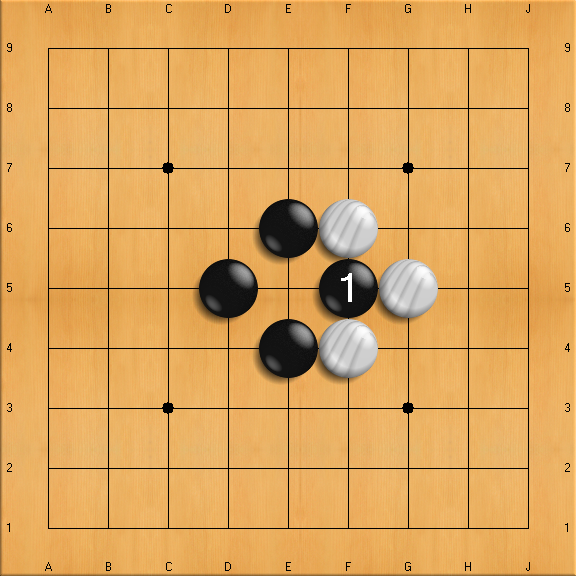
Negre captura.
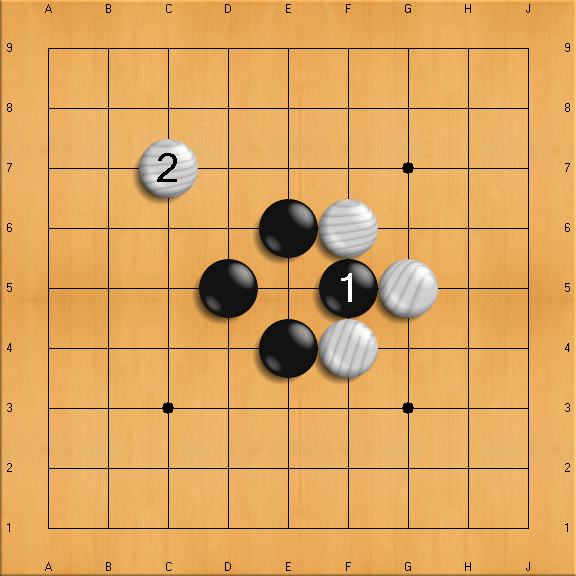
Blanques no poden recapturar en aquest torn, han de jugar en un altre lloc.

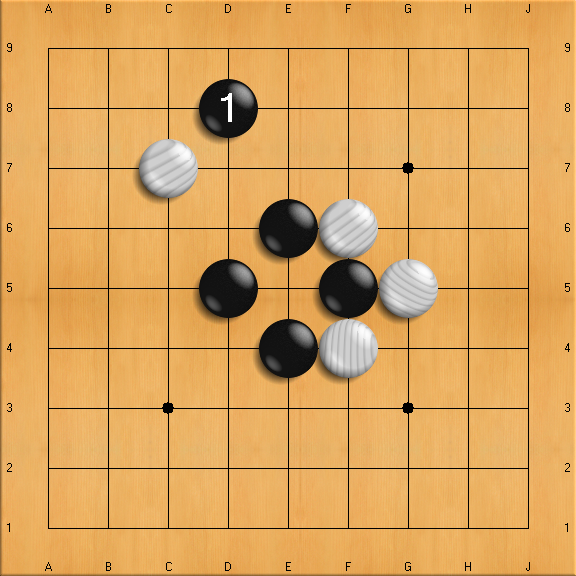
Negre prefereix respondre a la jugada que acaba de fer Blanc.
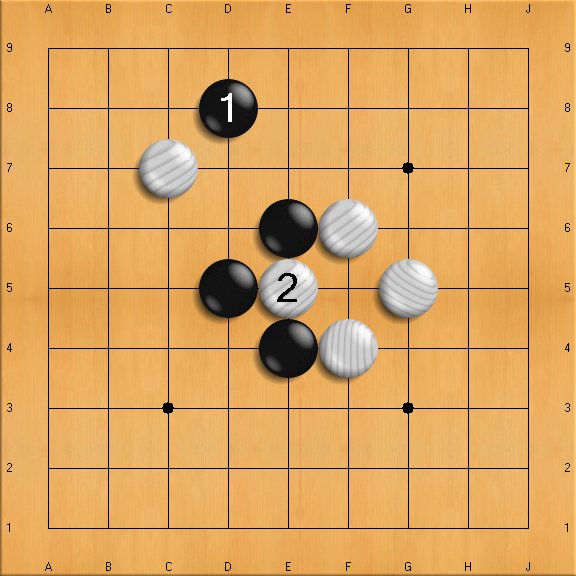
Ara blanc pot tornar a capturar.

El ko es manté sobre el tauler, amb blanc i negre jugant alternativament successives amenaces i contraamenaces, fins que un dels dos jugadors decideix protegir-lo.
Existeixen diferents maneres de considerar els kos segons les regles que s'utilitzin. Així, si es dona un triple ko (tres kos sobre el tauler), la partida és cancel·lada si es juga en regles japoneses. Les regles ING i neozelandeses també preveuen regles especials respecte als kos.